# Чемпіонат СРСР з хокею із шайбою 1964—1965
19-й чемпіонат СРСР з хокею із шайбою проходив з 4 жовтня 1964 року по 21 квітня 1965 року. У змаганні брали участь десять команд. Переможцем став клуб ЦСКА. Найкращий снайпер — Віктор Циплаков (28 закинутих шайб).

## Клас А

### Перша група
| М   | Команда                 | І  | Пер | Н | Пор | Ш       | О  |
| --- | ----------------------- | -- | --- | - | --- | ------- | -- |
| 1.  | ЦСКА                    | 36 | 33  | 2 | 1   | 218:59  | 68 |
| 2.  | «Спартак» Москва        | 36 | 24  | 5 | 7   | 151:95  | 53 |
| 3.  | «Хімік» Воскресенськ    | 36 | 18  | 8 | 10  | 110:85  | 44 |
| 4.  | «Динамо» Москва         | 36 | 18  | 7 | 11  | 128:109 | 43 |
| 5.  | СКА Ленінград           | 36 | 14  | 5 | 17  | 95:117  | 33 |
| 6.  | «Крила Рад» Москва      | 36 | 14  | 4 | 18  | 107:119 | 32 |
| 7.  | «Локомотив» Москва      | 36 | 12  | 5 | 19  | 109:124 | 29 |
| 8.  | «Торпедо» Горький       | 36 | 10  | 5 | 21  | 92:128  | 25 |
| 9.  | Металург (Новокузнецьк) | 36 | 8   | 7 | 21  | 102:168 | 23 |
| 10. | «Трактор» Челябінськ    | 36 | 2   | 6 | 28  | 75:183  | 10 |

Скорочення: М = підсумкове місце, І = ігри, Пер = перемоги, Н = нічиї, Пор = поразки, Ш = закинуті та пропущені шайби, О = набрані очки

## Найкращі снайпери
1. Віктор Циплаков («Локомотив» Москва) — 28 шайб.
2. Олександр Альметов (ЦСКА) — 26.
3. Веніамін Александров (ЦСКА) — 25.
4. В'ячеслав Старшинов («Спартак» Москва) — 25.
5. Борис Майоров («Спартак» Москва) — 25.

## Команда усіх зірок
- Воротар: Віктор Коноваленко («Торпедо» Г)
- Захисники: Едуард Іванов (ЦСКА) — Віктор Кузькін (ЦСКА)
- Нападники: Костянтин Локтєв (ЦСКА) — В'ячеслав Старшинов («Спартак») — Віктор Якушев («Локомотив»)

## Друга група

### Західна зона
| М   | Команда             | І  | Пер | Н | Пор | Ш       | О  |
| --- | ------------------- | -- | --- | - | --- | ------- | -- |
| 1.  | «Динамо» Київ       | 40 | 29  | 3 | 8   | 187:88  | 61 |
| 2.  | СКА Калінін         | 40 | 26  | 5 | 9   | 187:106 | 57 |
| 3.  | «Даугава» Рига      | 40 | 22  | 3 | 15  | 180:145 | 47 |
| 4.  | СК ім. Урицького    | 40 | 20  | 7 | 13  | 146:128 | 47 |
| 5.  | СКА (Куйбишев)      | 40 | 21  | 5 | 14  | 144:115 | 47 |
| 6.  | «Спартак» Ленінград | 40 | 19  | 4 | 17  | 137:130 | 42 |
| 7.  | Електросталь        | 40 | 16  | 9 | 15  | 128:125 | 41 |
| 8.  | «Хімік» Рязань      | 40 | 15  | 1 | 24  | 138:189 | 31 |
| 9.  | «Дизель» Пенза      | 40 | 13  | 4 | 23  | 131:169 | 30 |
| 10. | «Авангард» Саратов  | 40 | 6   | 8 | 26  | 94:188  | 20 |
| 11. | «Вимпел» Мінськ     | 40 | 7   | 3 | 30  | 86:175  | 17 |

Найкращий снайпер — Юріс Репс («Даугава» Рига) - 40 шайб.

### Східна зона
| М   | Команда                     | І  | Пер | Н | Пор | Ш       | О  |
| --- | --------------------------- | -- | --- | - | --- | ------- | -- |
| 1.  | «Сибір» Новосибірськ        | 40 | 33  | 2 | 5   | 232:112 | 68 |
| 2.  | «Молот» Перм                | 40 | 28  | 3 | 9   | 187:113 | 59 |
| 3.  | СКА Новосибірськ            | 40 | 23  | 6 | 11  | 137:99  | 52 |
| 4.  | «Спартак» Свердловськ       | 40 | 20  | 6 | 14  | 155:120 | 46 |
| 5.  | «Аерофлот» Омськ            | 40 | 14  | 8 | 18  | 128:127 | 36 |
| 6.  | «Єрмак»                     | 40 | 15  | 4 | 21  | 105:148 | 34 |
| 7.  | «Торпедо» Усть-Каменогорськ | 40 | 13  | 7 | 20  | 135:162 | 33 |
| 8.  | «Буревісник» Челябінськ     | 40 | 13  | 6 | 21  | 96:127  | 32 |
| 9.  | Супутник                    | 40 | 12  | 6 | 22  | 114:138 | 30 |
| 10. | «Салават Юлаєв»             | 40 | 11  | 5 | 24  | 94:153  | 27 |
| 11. | «Будівельник» Оренбург      | 40 | 9   | 5 | 26  | 103:187 | 23 |

Найкращий снайпер — Віктор Індюков («Сибір» Новосибірськ) - 37 шайб.

## «Динамо» (Київ)
За український клуб виступали (у дужках зазначена кількість ігор, закинутих шайб та гольових передач, штрафних хвилин):
| Воротарі: Віталій Павлушкін (25, 0+0, 0), Микола Кульков (22, 0+0, 0). Захисники: Анатолій Рябиченко (40, 5+6, 30), Віктор Мосягін (40, 4+2, 22), Микола Ворошилов (28, 3+0, 32), Володимир Альошин (40, 8+2, 20), Едуард Д'яков (34, 7+2, 20), Олексій Богінов (2, 0+0, 0), Борис Нужин (38, 8+5, 6). Нападники: Валентин Уткін (40, 18+10, 8), Анатолій Пронкін (23, 7+2, 4), Ілля Фрідман (39, 17+4, 8), Олександр Кузнецов (32, 11+5, 22), Юрій Бистров (40, 19+5, 22), Олег Савельєв (40, 14+4, 16), Герман Григор'єв (38, 17+4, 26), Георгій Юдін (38, 18+14, 26), Ігор Тузик (38, 16+2, 14), Андрієс Ансверіньш (31, 7+5, 10), Сергій Серебряков (10, 6+1, 2). Старший тренер — Дмитро Богінов; тренер — Ігор Шичков. |